# 의사회선
의사회선(Pseudo-wire)은 컴퓨터 네트워크와 통신에서 기존 통신 서비스를 패킷 기반 네트워크상에서 제공하는 것이다. 여기에서 기존 통신 서비스란 ATM 혹은 Frame Relay, 이더넷, 저속 TDM, SDH/SONET 등을 의미하며 패킷 기반 네트워크는 MPLS 또는 IP (IPv4 혹은 IPv6), L2TPv3 등을 의미한다.